# Давыдов, Василий Васильевич (разведчик)
Васи́лий Васи́льевич Давы́дов (18 февраля 1898, дер. Дальное, Смоленская губерния — 16 октября 1941, Москва) — советский военачальник, бригадный комиссар, помощник начальника Разведывательного управления РККА.

## Биография
Василий Давыдов родился в крестьянской семье 18 февраля 1898 года в деревне Дальное Ново-Покровской волости Гжатского уезда Смоленской губернии (ныне — Гагаринский район Смоленской области).
В 1917 году вступил в Красную Гвардию, в 1918 году в РКП(б).
В 1919—1920 годах в составе 1-го экспедиционного отряда 3-й Туркестанской стрелковой дивизии участвовал в Гражданской войне, сначала, в качестве сотрудника, а далее начальника Информационного отдела Туркестанского фронта.
В 1920—1921 годах заведующий сектором Региструпра ПШ РВСР.
В 1921—1922 годах обучался на первом курсе Московского архитектурно-строительного института.
Далее служил в РУ РККА в качестве: Начальника отделения агентурного отдела (январь—ноябрь 1922), заведующего сектором 1-го отдела, помощника начальника агентурной части (ноябрь 1922 — апрель 1924), помощника и заместителя начальника 2-го отдела Разведуправления (март 1930 — ноябрь 1934).
В 1929—1930 годах обучался на вечерних курсах Усовершенствования высшего и среднего начсостава при РУ РККА.
В 1934—1936 годах обучался на Восточном факультете Военной академии им. М. В. Фрунзе.
С сентября 1936 года откомандирован в распоряжение РУ штаба РККА, где служил помощником начальника Разведупра РККА Яна Карловича Берзина.
Репрессирован 09.07.1938. Расстрелян 16.10.1941. Реабилитирован 20.08.1955.

## Награды
- Орден Красного Знамени (20.02.1928[3])